# Conspiracy
A Conspiracy (rövidítése: CNS) egy 2002-ben alakult, nemzetközileg is elismert magyar demoscene csapat. A Conspiracy jelentése: összeesküvés, melyet alapításukkor (a névadás pontosan 2002. november 20-án történt) ZooM vetette fel, amit az egész csapat egyöntetűen elfogadott.
A csapatot az egykori Digital Dynamite, Inquisition és Ümlaüt Design tagjai alkotják.

## A CNS története, alkotásaik, eredményeik

### A Conspiracy első felállása, előző csapataik
- BoyC/Digital Dynamite, kóder
- Gargaj/Ümlaüt Design, kóder
- Innocent/Inquisition, zenész
- Vincenzo/Molecoola^Inquisition, zenész
- ZooM/Inquisition, grafikus és arculattervező

### Alapítás, az első mű
Még az alapításuk előtt BoyC elkezdett dolgozni az a.D.D.i.C.t  nevű, a demokészítést megkönnyítő eszköz (Tool) első verzióján, amivel az első két demojukat is (Project Genesis, A Place Called Universe) készítették.
Az alapításuk teljes csöndben történt 2002-ben és szinte senki nem tudott róluk egészen az első demójuk kiadásáig, amelyet folyamatos fejlesztés, hosszas tapasztalatcsere előzött meg.
2003. április 20-án mutattak be a Breakpoint demópartyn 'Project Genesis' néven az első demójukat 64 Kbyetos kategóriában, amely első helyezést ért el. Azóta többször is feltűnt az online nemzetközi "demoscene ringen" http://www.pouet.net (angol), "Minden idők legjobbjai" között, ahova a látogatók szavazatai alapján került, emellett a www.scene.org 2003-ban a "Breakthrough Performance" (korszakalkotó, formabontó) díjjal jutalmazta. 

### Megállás nélkül
Robbanásszerű és sikeres bemutatkozásuk után három hónappal a SceneCON  magyar rendezvényen három hónappal később kiadták a szintén első helyezett 'A Place Called Universe' című alkotásukat, majd újabb három hónap elteltével a magyar Function partyn  egy 4 kilobyteos intróval (Crystal Vision) második helyezést értek el.

### Újra nemzetközi vizeken

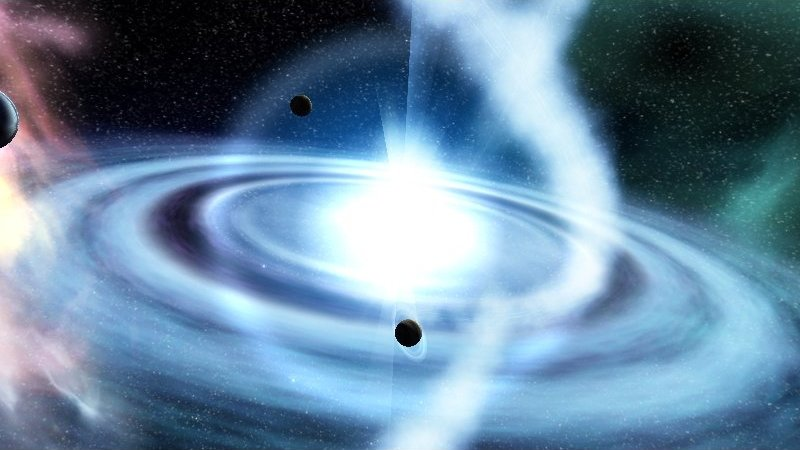
Conspiracy – Beyond

A "state of the art 04" nevű partyn mutatták be a 'Beyond' című demójukat (2004. március 17.), amivel újabb elismerést vívtak ki maguknak: 1. helyezés, 64 Kilobyte kategóriában.
Breakpoint rendezvényén történt 2004-ben, a 'Saturday Night Scener' címmel, amivel begyűjthették külföldön zsinórban a harmadik első helyezésüket, újra 64 Kilobyte intró kategóriában.
Ezt követően egy Svájci demoparty meghívóját, (a demosceneben szinte már tradícióvá vált specializált demókban egy-egy rendezvény reklámozása, úgynevezett 'invitation demo'  vagy 'invitation music' elkészítése, amelyekre népszerű, elismert csapatokat kérnek fel) készítették el, ami harmadik helyezést ért el a 'Scene Event 2004' elnevezésű eseményen. Több mint valószínű, hogy ez a gyengébb helyezés annak tudható be, hogy már ezt megelőzően és eközben is gőzerővel készültek a körülbelül három héttel később kezdődő Assembly 2004-re következő demójukkal.

### Újabb elismerések

Az a.D.D.i.c.t. második verziója, a Saturday Night Scener egyik objektumával

2004. július 12.: Assembly 2004, Conspiracy: 'The Prophecy – Project Nemesis'  kombinált 64 Kilobyte demó elsöprő sikert arat kategóriájában, a partin elért első helyezés mellé még magáénak tudhatja az igen nívós "2004 Legjobb 64k intrója" scene.org díjat és a www.fmx.de a 2005 legjobb Realtime Demoja díjjal jutalmazza. Az intró készítésének menete képekkel illusztrálva angolul elolvasható az alábbi linken: http://conspiracy.hu/pg-makingof/
2004 novemberében az a.D.D.i.c.t. Tool (Advanced Digital Dynamite Intro Creation Tool) második verzióját elérhetővé teszik a nagyközönség számára (A The Prophecy – Project Nemesis egy részét is ezzel készítették el), magyar és angol használati utasítással, előre elkészített objektumokkal, generálható textúrákkal, szinte végtelen lehetőséget adva a hozzáértők kezébe.
A következő demójuk, több mint egy fél évvel később készül el 'Binary Flow – The Assembly'05 Invitation'  címmel, amelyet a Breakpointon 2005 márciusában adnak ki 64k PC demó kategóriában és mint a címe is mutatja (hivatalos) meghívóként az Assembly 2005-re. Hála a folyamatos megújulásnak, kreativitásnak újra: 1. helyezést sikerül vele elérniük.

### Termékeny csend
Ekkor közel egy évig nem jelentkeztek új, a  demoscenehez kapcsolható alkotással. Ezt néhányan úgy értékelték, hogy a CNS-nek elfogyott az ihlete, kreativitása és szép lassan eltűnik a scene világából. Összesen egy partifüggetlen "kereskedelmi" demót adnak ki a www.4players.de német számítógépes játékokkal foglalkozó portálnak.

### Breakpoint 2006: Memento

Conspiracy – Memento 64 Kilobyte Intro

Hosszú hallgatás után egy letagadhatatlanul Conspiracy arculat és koncepció váltással kiadják a Memento-t  és második helyezést érnek el 64k Intro kategóriában. Szokatlanul, egy keretes rendszerben helyezték el a demót, egy teljesen új filozófiával és felépítéssel.

### Assembly 2006: Chaos Theory
Ez a demójuk gyökeresen eltér az eddigiektől a minőségét kivéve. A közel kétéves a.D.D.i.c.t 2 (ami már igen idősnek számít) utolsó, de ettől függetlenül mindenkit meglepő demója: 2. helyezés 64k intro kategóriában. (a demó grafikájának 90%-a két nap alatt a helyszínen, több mint fele a leadás előtti napon készült el)
Bár a partin csupán második helyezést sikerült elérnie, később a Chaos Theory szép karriert futott be:
3 jelölést kapott 2006-ban a Scene.org-on, melyből egyet meg is nyert: A legjobb 64 kilobyte intro kategóriát.
Emellett jelölték a Siggraph nevű igen rangos nemzetközi animációs versenyen, melyen például a 300 című film számítógépes jeleneteivel is versenyezhetett. Az intro műfajából adódóan nem film, ennek ellenére több filmfesztiválra is meghívást kapott.
A készítők a Chaos Theory-ról külön összefoglaló oldalt készítettek, mely megtekinthető a http://chaostheory.conspiracy.hu/ oldalon.

### Bikini – Conspiracy
A Bikini (együttes) Angyali üdvözlet  című klipjének számítógépes grafikai anyagát a Conspiracy intrói adják.

## A Conspiracy (CNS)

### Aktív Tagok

A még fejlesztés alatt lévő a.D.D.i.c.t. 3

- BoyC	- Kód
- Gargaj – Kód
- Innocent – Zene
- TrX – Grafika
- Xenophobe - Zene
- Zoom – Grafika

### Inaktív Tagok
- mrc – Kód
- Vincenzo – zene

### Jelen és Jövő
Az Assembly 2006 épphogy véget ért, de már készítik az a.D.D.i.c.t. következő verzióját, aktualizálva a legújabb hardveres lehetőségekhez (még ebben az évben szeretnének bemutatni egy introt, amit az aDDict ezen verziójával készítenek el).